# Rolf Sachs

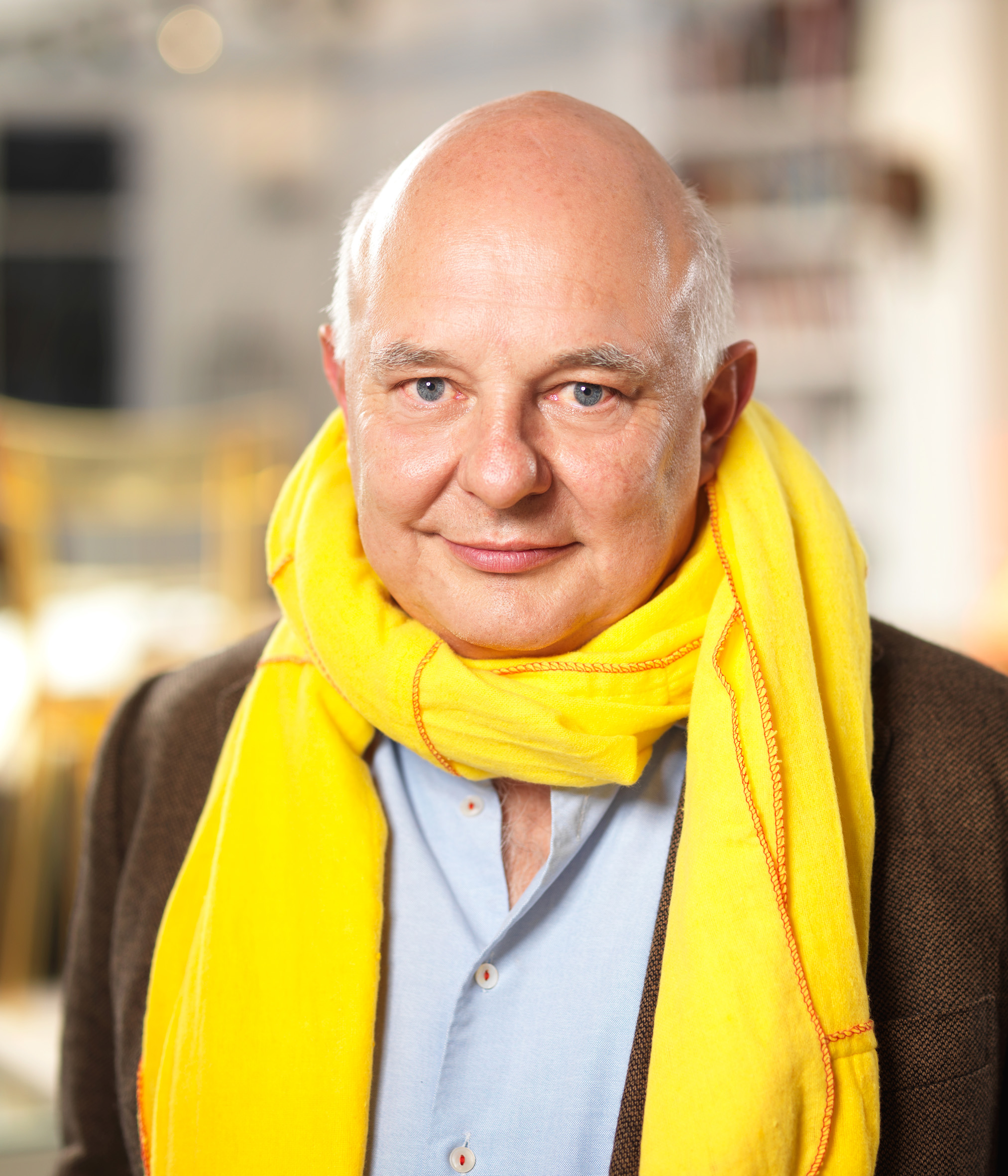
Rolf Sachs (2013)

Rolf Wilhelm Albert Sachs (* 10. August 1955 in Lausanne) ist ein Schweizer Künstler, Designer und Bühnenbildner.

## Leben
Rolf Sachs ist der Sohn des Industrieerben und Fotografen Gunter Sachs und seiner ersten Frau Anne-Marie Faure (1934–1958). Sein Vater hat sich und seine Familie Anfang der 70er Jahre in das Schweizer Bürgerrecht eingekauft. Die Familie sind seither Bürger von Obersaxen Mundaun GR. Sachs besuchte das Internat Le Rosey im Kanton Waadt, wo er auch seine aus Teheran stammende Frau Maryam Banihashem (* 1962) kennenlernte, die er 1985 heiratete. Aus der Ehe stammen die drei Kinder Philipp, Frederik und Roya Sachs. Von Maryam trennte er sich 2014 einvernehmlich. Seit 2015 ist offiziell Mafalda Prinzessin von Hessen seine Lebensgefährtin, sie ist die Schwester des Oberhaupts des Hauses Hessen, Heinrich Donatas Prinz von Hessen, dem Ehemann von Floria Gräfin von Faber-Castell.
Er studierte ab 1975 Wirtschaftswissenschaft an den Universitäten von London und San Francisco. Anschließend arbeitete er als Investmentbanker. Seit 1984 ist er als Möbeldesigner und seit 2006 auch als Bühnenbildner tätig. Eine große Sonderausstellung mit Designobjekten, die sich mit deutschen Tugenden auseinandersetzen, fand 2014 im Museum für Angewandte Kunst Köln statt.
Von 1994 bis 2018 lebte Rolf Sachs in London und gründete dort sein Designstudio rolf sachs fun’ction. Nach eigenen Angaben beeinflussten ihn der Suprematismus, Dadaismus, Surrealismus, die Künstlergruppe Nouveau Réalisme sowie der Künstler Joseph Beuys. Sein Faible für Stühle führte zu einer Ende der 1980er begonnenen umfangreichen Stuhlsammlung. Im Jahr 2018 siedelte er nach Rom um.

## Ausstellungen (Auswahl)

### Einzelausstellungen

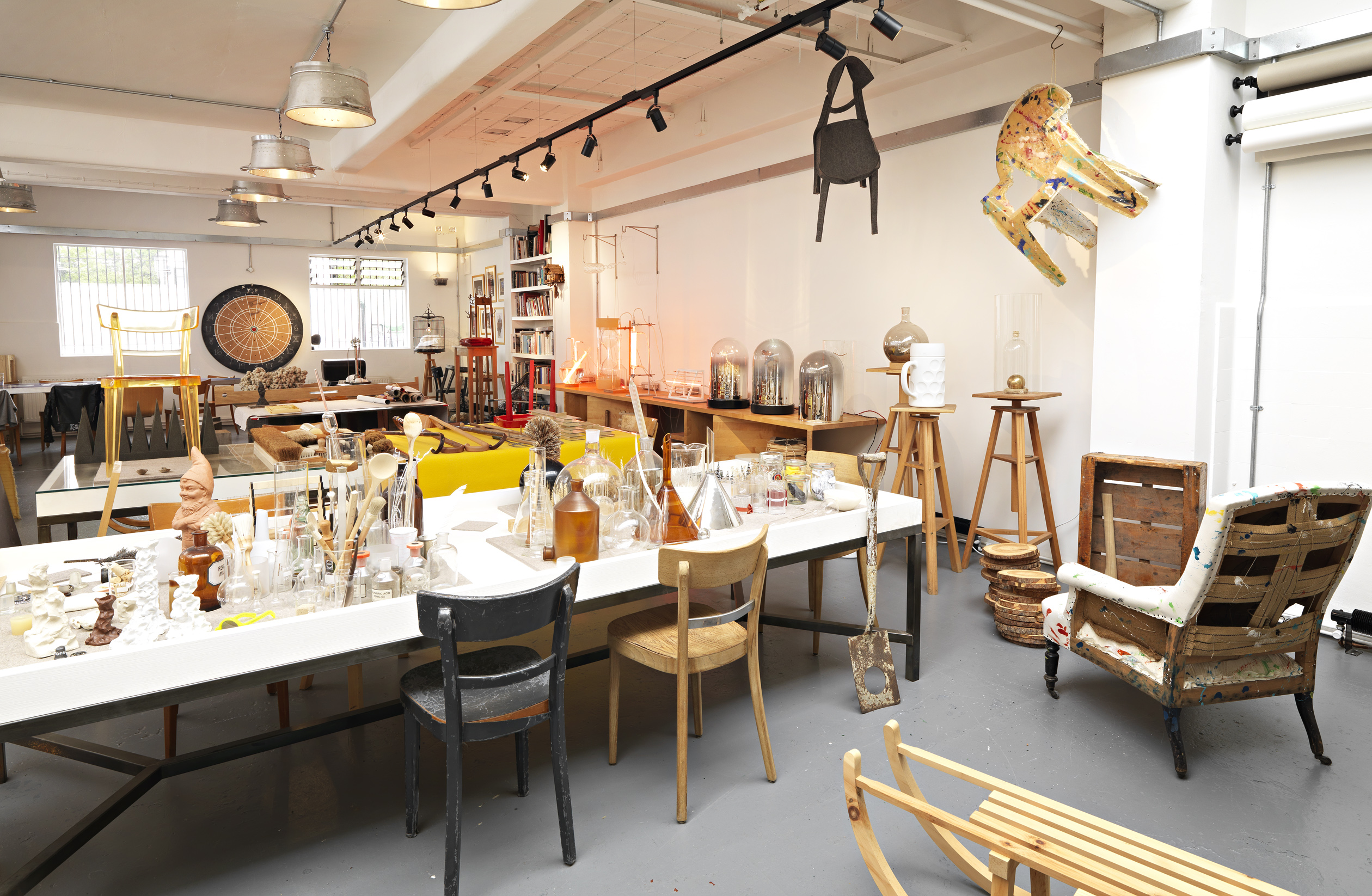
Rolf Sachs Studio

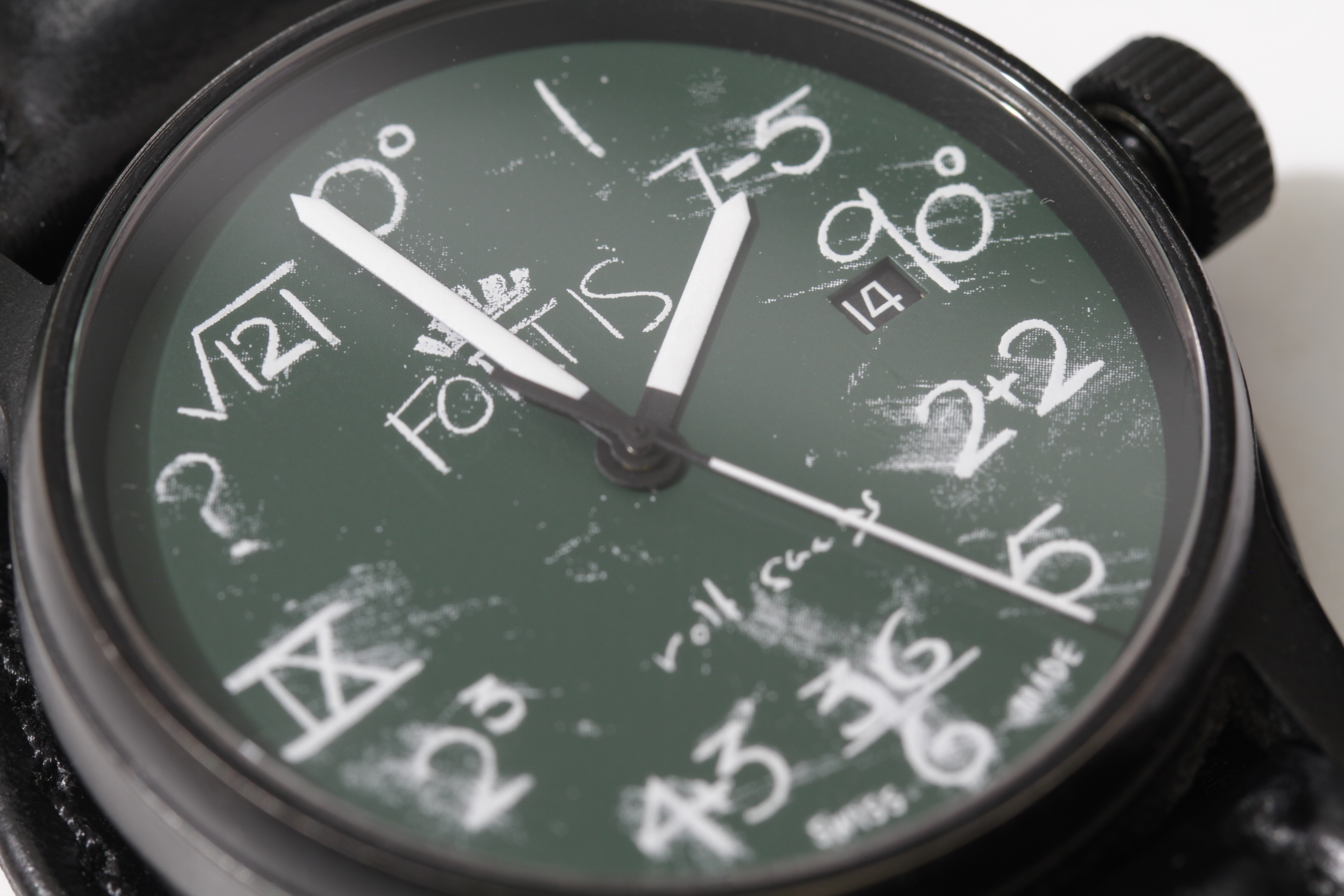
Fortis IQ Blackboard Watch designed von Rolf Sachs

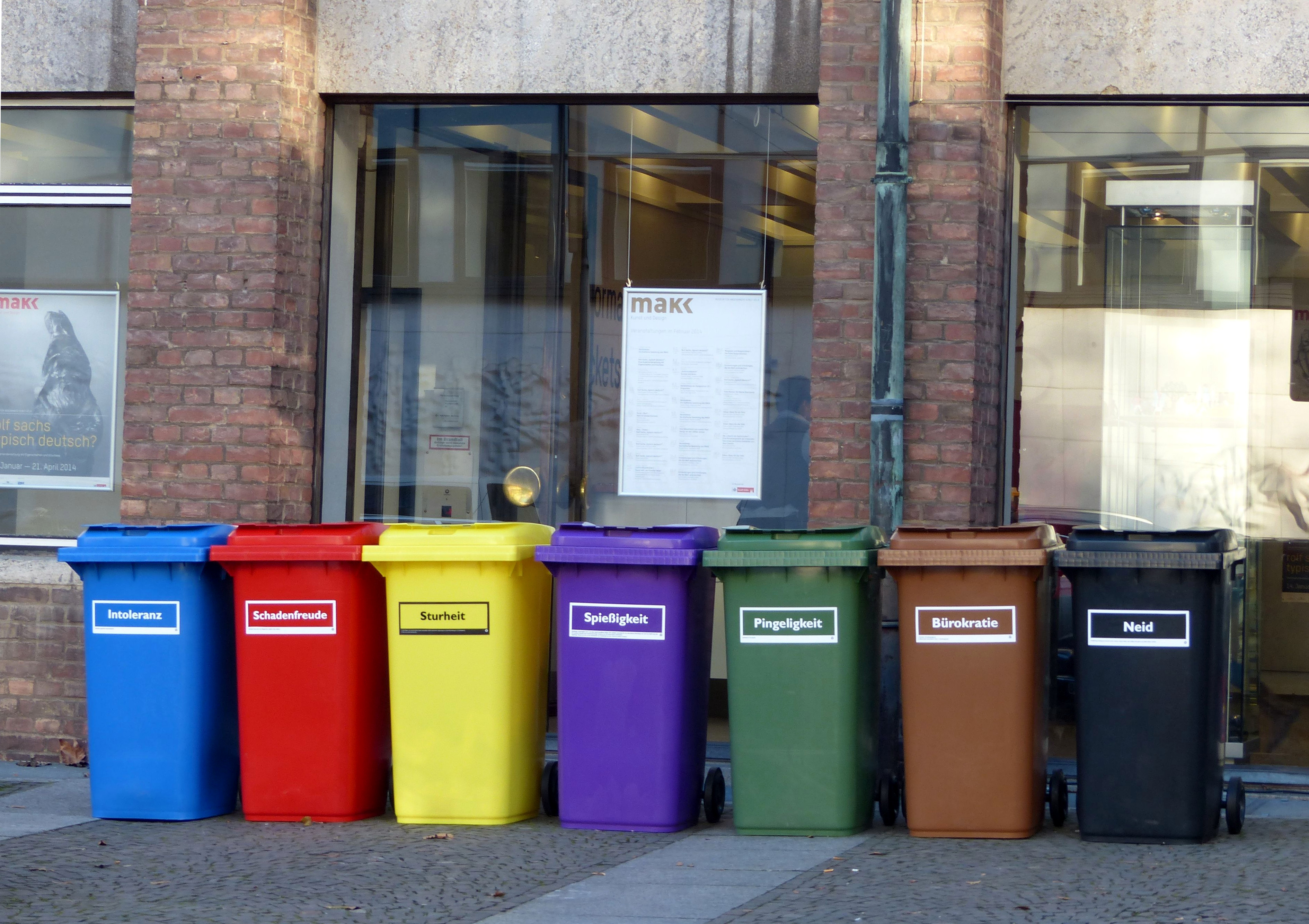
„Typisch deutsch?“ – Museum für Angewandte Kunst in Köln

- Eingemachtes, Edition of 23, Galerie Watson, Hamburg (2023)
- Typisch deutsch?, Museum für Angewandte Kunst, Köln (2014)
- Camera in Motion, St. Moritz (2014)
- Herzschuss, Chanf (2012)
- in-pulse, Studio Visconti, Mailand (2011)
- flawless / imperfection, Studio Visconti, Mailand (2010)
- take 2, Phillips de Pury, London (2008)
- etc...etc..., Designers Gallery, Köln (2007)
- Delicatessen, Project b Gallery, Mailand (2007)
- Wild & Real, Phillips de Pury, London (2006)
- Duality 2, Louisa Guinness Gallery, London (2004)
- Duality, Galleria Mauro Brucoli, London (2004)
- Galerie Blau, Freiburg (2001)
- Galerie Monika Sprüth, Köln (1999), (1997), (1996), (1995), (1994)
- Faggionato Fine Arts, London (1997)
- Galerie Monika Reitz, Frankfurt am Main (1997)
- Galerie Tanit, München (1997)
- Galleria Internos, Mailand (1996), (1995), (1994)
- Pur Pur, Design Horizonte, Frankfurt am Main (1995)
- Collection Gallery, London (1994)
- Mobilia, Nürnberg (1994)
- Werkhaus, Fuschl am See (1990)
- Kulturring, Sundern (1990)
- Wunderhaus, München (1990)

### Gruppenausstellungen
- Neu / Vertraut, St. Moritz (2013)
- Masterpieces, Leila Heller Gallery, London (2013)
- The Journey of a Drop, Victoria & Albert Museum, London (2012)
- Art Cologne (2011)